# Urocerus
Urocerus es un género de avispas de la madera, familia Siricidae. Hay aproximadamente 33 especies de Urocerus de distribución holártica.

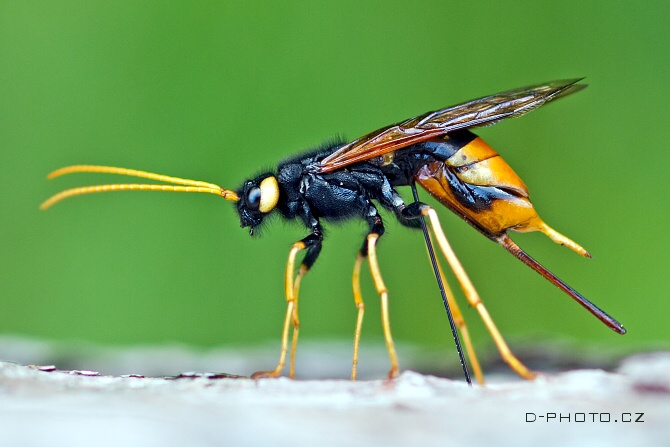
Urocerus gigas

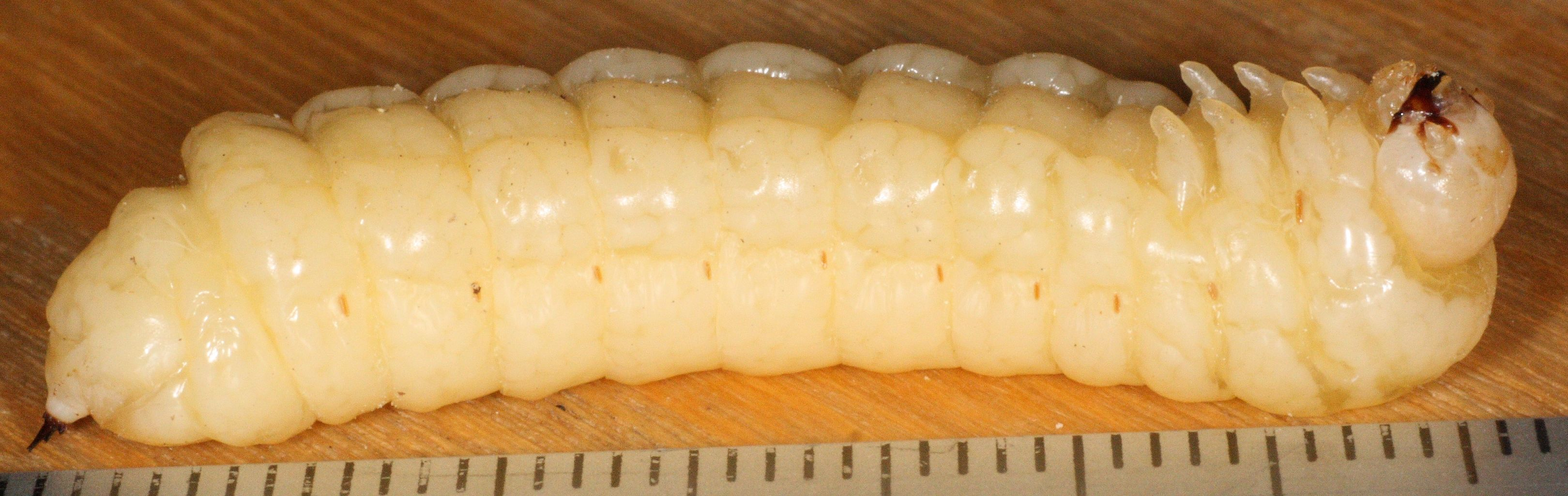
Larva de Urocerus gigas.

## Especies
Estas especies están incluidas en Urocerus:
- Urocerus albicornis (Fabricius, 1781) g b
- Urocerus californicus Norton, 1869 g b
- Urocerus cressoni Norton, 1864 g b
- Urocerus flavicornis Fabricius, 1781 g b
- Urocerus franzinii C.Pesarini & F.Pesarini, 1977 g
- Urocerus gigas (Linnaeus, 1758) b
- Urocerus japonicus (Smith, 1874)[4]
- Urocerus sah (Mocsáry, 1881) g

Data sources: i = ITIS, c = Catalogue of Life, g = GBIF, b = Bugguide.net